# 肥皂 (小說)
《肥皂》是魯迅《彷徨》中的一篇小說，它鞭撻當時知識分子中一批開倒車復古派，道貌岸然的偽君子。
该文通過對四銘之流辦“移風文社”、反維新、咒罵新學堂及學生等行為的描繪，形象而真實地展現“五·四”運動之後，右翼復古派開倒車，大喊‘整理國故’的特定情形。作者借四銘買肥皂一事，揭穿此類偽道學家的真面目，暴露其下流的靈魂。其次摘寫一家人晚飯前後的生活片段。以“肥皂”作為貫穿的線索。此外作者運用諷刺手法刻畫人物之可笑、辛辣異常，入木三分。